# آنا وينبيرج
آنا وينبيرج (بالإنجليزية: Anna Weinberg)‏ عالمة نفس، وتعمل حاليًا كرئيسة أبحاث كندا في علم الأعصاب السريري في جامعة ماكجيل.